# Thongtip Ratanarat
Khunying Thongtip Ratanarat (thailändisch คุณหญิงทองทิพ รัตนะรัต; * 24. Juni 1942) ist eine thailändische Chemieingenieurin. Sie ist Vorstandsmitglied der The Siam Fine Chemicals und des Petroleum Institute of Thailand.

## Leben
Nach Abschluss ihres Studiums als Chemieingenieurin wurde Thongtip Ratanarat Wissenschaftliche Assistentin an der University of Canterbury in Christchurch, Neuseeland. Als sie nach Thailand zurückkehrte, wurde sie Dozentin für Chemietechnik an der Chulalongkorn University in Bangkok. Sie erhielt 2005 einen Ehrendoktor in angewandter Geophysik von der Universität Chiang Mai. Außerdem erhielt sie für ihre Arbeiten 2013 einen Ehrendoktor in Chemieingenieurwesen von der Kasetsart-Universität.
Von 1985 bis 2005 war sie Geschäftsführerin des Petroleum Institute of Thailand. Danach arbeitete sie als Beraterin für die PTT Public Company. Sie ist Vorstandsmitglied von The Siam Fine Chemicals. Sie war Jurorin bei den Platts Global Energy Awards 2004, 2011 und 2013. Sie leitete 2013 das Untersuchungskomitee der Ölverschmutzung von Rayong. Sie ist außerdem Mitglied des nationalen Aufsichtsrats des Chulabhorn Research Institute in Bangkok.
In ihrer Freizeit musiziert sie als Sängerin und hat schon für die Au Saw Friday Band von König Bhumibol gesungen.

## Familie
Sie ist eine Schwester von Thongchat Hongladarom, dem ersten Geschäftsführer der PTT Public Company, als diese noch ein staatliches Unternehmen war.
Sie heiratete 1969 Chira Ratanarat (จิระรัตนะรัต), der jetzt Geschäftsführer der The Siam Chemicals Public Company (SCC) ist, und hat mit ihm drei Söhne: Tisanu Ratanarat (ทิษณุ รัตนะรัต; * 1974), Sichart Ratanarat (ศิชาติ รัตนะรัต; * 1976) und Porapong Ratanarat (พรพงศ์ รัตนะรัต; * 1982).

## Werke
- Khunying Thongtip Ratanarat u. a.: Population policy background paper for the sixth national economic and social development plan.
- Thongtip Ratanarat u. a.: From banana leaf to plastic bag.
- Saner Niladech, Julatasana Payakaranond und Kemtat Visvayodhin mit englischer Übersetzung von Thongtip Ratanarat (1983): Fünf Bücher in einem Schuber: Porcelain, ISBN 974-8075-12-5. Nielloware ISBN 974-8075-14-5. Gold & Silver, ISBN 974-8075-11-7. Collectibles, ISBN 974-8075-13-3. Glass, ISBN 974-8075-10-9.

## Weiterführende Literatur
- ยุพยง เหมะศิลปิน (Yupayong Hemasilpin) und เปรื่องบุญ จักกะพาก (Preungboon Chakkaphak): สัมภาษณ์พิเศษ คุณหญิง ทองทิพ รัตนะรัต ผู้อำนวยการสถาบันปิโตรเลียม แห่งประเทศไทย (Khunying Thongtip Ratanarat. Direktorin des Petroleum Institute of Thailand). Kasetsart University, Bangkok (Thailand). Fakultät für Ingenieurwissenschaften. Dezember 1988 (Katalogeintrag).